# Play Misty for Me
Play Misty for Me (en España, Escalofrío en la noche; en México, en Perú y en Argentina, Obsesión mortal; en Venezuela, Obsesión fatal) es una película estadounidense de terror psicológico dirigida en 1971 por Clint Eastwood y protagonizada por él, con Jessica Walter en el papel de coprotagonista.
La banda sonora fue compuesta por Dee Barton. Play Misty for Me fue un éxito comercial, recaudando más de diez millones y medio de dólares.
En los Premios Globo de Oro de 1972, Jessica Walter fue candidata al premio a la mejor actriz, siendo finalmente Jane Fonda quien lo ganó por su papel en la película Klute, de Alan J. Pakula.
Esta película fue la primera de Clint Eastwood como director.

## Argumento
Dave Garver (Clint Eastwood) es un locutor de radio, de la emisora KRML, que transmite todas las noches desde su estudio en Carmel, California, incluyendo a menudo poesías en su programa. Una noche se encuentra con un amigo en un bar y, aparentemente por casualidad, conoce a una mujer llamada Evelyn Draper (Jessica Walter). Dave la invita a su casa y ella acepta. Una vez allí, ella le revela que su encuentro no fue casual, que lo buscó a propósito después de oírlo hablar sobre su bar favorito en su programa de radio. Tras adivinar y confirmar que era una oyente que le pedía con frecuencia que pusiera el tema de jazz Misty tiene relaciones sexuales con ella. 
Desde ese momento, Evelyn comienza a mostrar el trastorno límite de la personalidad ('borderline') que padece, y aparece constantemente en casa de Dave. A pesar de la corta duración de su aventura, ella pensaba que Dave la amaba y se siente sola y abandonada, lo que la lleva a un intento de suicidio. Después de que Dave la rechaza definitivamente por el altercado que Evelyn provoca en una comida de negocios de él, ella vuelve al domicilio de éste tras hacer un duplicado de sus llaves. En ese momento, su asistenta, Birdie, viene a limpiar como todos los días la casa del locutor y se sorprende al encontrarse con Evelyn, quien tras atacarla con un cuchillo es ingresada en un hospital psiquiátrico.
Todo parece ir bien durante un tiempo. Dave ha reanudado la relación con su exnovia, Tobie Williams (Donna Mills), y Evelyn no da señales de vida. Sin embargo, ésta lo llama una noche para decirle que ha salido del hospital y que se marcha a vivir a Hawái, pero más tarde, mientras él duerme, entra en su casa y lo ataca con un enorme cuchillo de carnicero. Dave llama inmediatamente al Sargento McCallum (John Larch), quien inicia la búsqueda de Evelyn.
Al día siguiente, Dave le aconseja a Tobie que se aleje de él hasta que detengan a Evelyn. De mala gana, Tobie acepta quedarse en casa con su nueva compañera de habitación, una joven llamada Annabel. Esa noche Tobie se da cuenta de que Annabel es realmente Evelyn, al advertir las cicatrices de ésta, causadas por su intento de suicidio. Inmediatamente, Evelyn la toma como rehén y asesina de una cuchillada en el pecho al sargento McCallum, que en ese momento había ido a ver a las dos chicas.
Mientras tanto, Dave se da cuenta en la emisora de radio de la relación entre Annabel y la cita de Annabel Lee, un poema de Edgar Allan Poe que anteriormente había mencionado Evelyn. Cuando ésta lo llama y, en tono burlón, le dice que ella y Tobie están esperándolo, él sustituye su programa en directo por la grabación de uno ya emitido. Al llegar a casa de Tobie encuentra a ésta atada y amordazada. Evelyn lo ataca otra vez por sorpresa con el cuchillo de carnicero, pero Dave le asesta un fuerte golpe en la cabeza y, empujándola por la ventana, provoca su muerte al caer al acantilado. La película termina con Dave y Tobie observando el cadáver de Evelyn mientras la voz de Dave se escucha por la radio dedicando a Evelyn, por última vez, la canción Misty.

## Reparto
- Clint Eastwood: Dave Garver.
- Jessica Walter: Evelyn Draper.
- Donna Mills: Tobie Williams.
- John Larch: Sargento McCallum.
- Jack Ging: Frank.
- Irene Hervey: Madge.
- James McEachin: Al Monte.
- Clarice Taylor: Birdie.
- Don Siegel: Murphy.